# Golăiești
Golăiești est une commune roumaine située dans le județ de Iași.